# Tenis na Letních olympijských hrách 1904
Tenis na Letních olympijských hrách 1904 v St. Louis měl na programu soutěže mužské dvouhry a mužské čtyřhry, což znamenalo snížení počtu soutěží z minulých čtyř na dvě události. Ženy se turnaje opět nezúčastnily.

## Olympijský turnaj
Olympijský turnaj se konal od pondělí 29. srpna do soboty 3. září 1904. Celkem do něj nastoupilo 36 tenistů ze dvou států. Jediným neamerickým soutěžícím se stal Němec Hugo Hardy, který skončil ve druhém kole dvouhry.
Dějištěm se staly tři otevřené antukové dvorce v blízkosti stadionu Francis Field v St. Louis. Hostující Spojené státy vybojovaly všechny medaile. Olympiády se zúčastnil také saintlouiský rodák Dwight F. Davis, zakladatel Davis Cupu a ve dvacátých letech ministr války USA. Ve druhém kole jej vyřadil pozdější bronzový medailista Alphonzo Bell.
Poražení semifinalisté nehráli zápas o třetí místo a automaticky obdrželi bronzové medaile.

## Zúčastněné země
Celkově nastoupilo 36 tenistů ze dvou zemí:
- Spojené státy americké (USA) – 35
- Německo (GER) – 1

## Přehled medailí

### Medailisté
| Soutěž         | Zlato                                                       | Stříbro                                                     | Bronz                                                        |
| Mužská dvouhra | Beals Wright · Spojené státy americké (USA)                 | Robert LeRoy · Spojené státy americké (USA)                 | Alphonzo Bell · Spojené státy americké (USA)                 |
| Mužská dvouhra | Beals Wright · Spojené státy americké (USA)                 | Robert LeRoy · Spojené státy americké (USA)                 | Edgar Leonard · Spojené státy americké (USA)                 |
| Mužská čtyřhra | Beals Wright · Edgar Leonard · Spojené státy americké (USA) | Robert LeRoy · Alphonzo Bell · Spojené státy americké (USA) | Arthur Wear · Clarence Gamble · Spojené státy americké (USA) |
| Mužská čtyřhra | Beals Wright · Edgar Leonard · Spojené státy americké (USA) | Robert LeRoy · Alphonzo Bell · Spojené státy americké (USA) | Joseph Wear · Allen West · Spojené státy americké (USA)      |

### Pořadí národů
| Pořadí  | Země                         | Zlato | Stříbro | Bronz | Celkově |
| 1.      | Spojené státy americké (USA) | 2     | 2       | 4     | 8       |
| Celkově | Celkově                      | 2     | 2       | 4     | 8       |